# Anthony Moris
Anthony Moris (* 29. April 1990 in Arlon, Belgien) ist ein belgisch-luxemburgischer Fußballspieler, der seit 2025 beim Khaleej Club in Saudi-Arabien unter Vertrag steht.

## Karriere

### Im Verein
Anthony Moris, dessen Vater Luxemburger ist, begann mit dem Fußball im Nachwuchs von RCS Habay-la-Neuve und wechselte später in die Jugendakademie von Standard Lüttich. Im Alter von 17 Jahren kam er erstmals im Seniorenbereich für die Reservemannschaft von Standard Lüttich zum Einsatz und drei Jahre später debütierte er bei den Profis. In zwei Jahren kam er auf insgesamt neun Spiele in der 1. Division. In der Winterpause der Saison 2013/14 wurde er an den Ligarivalen VV St. Truiden ausgeliehen, ehe er im Sommer 2014 Lüttich endgültig verließ und zum KV Mechelen wechselte. Nach zwei Spielzeiten als Ersatztorhüter konnte er sich 2016/17 endlich einen Stammplatz im Tor erkämpfen. Nach einem Kreuzbandriss im März 2017 fiel Moris gut ein halbes Jahr aus. In seinen vier Jahren bei Mechelen kam er auf nur 17 Ligaeinsätze, 2017/18 spielte er gar nicht.
Im Juli 2018 folgte dann der Wechsel zu Royal Excelsior Virton in die drittklassige 1. Division Amateure, wo auch seine Nationalmannschaftskollegen Aurélien Joachim und Dwayn Holter spielten. Zur Saison 2019/20 stieg Excelsior Virton in die Division 1B auf. Dort wurde dem Verein im Sommer 2020 die Lizenz verweigert und Virton darauf in die vierte Liga zurückgestuft. Trotz fehlender Freigabe durch Virton akzeptierte darauf der belgische Fußballverband, dass Moris einen Dreijahresvertrag beim Zweitligisten Royale Union Saint-Gilloise unterschrieb. In der Saison 2020/21 bestritt er 26 von 28 möglichen Ligaspielen sowie zwei Pokalspiele für Saint Gilloise. Er stieg mit dem Verein als Erster der Division 1B zur Saison 2021/22 in die Division 1A auf. In der folgenden Spielzeit bestritt er 39 von 40 möglichen Ligaspielen, wobei er in 17 Spielen ohne Gegentor blieb. Er erreicht mit Saint-Gilloise die Vizemeisterschaft und damit die Teilnahme an der 3. Qualifikationsrunde zur Champions League.
In der Saison 2022/23 wurde er bei allen 40 möglichen Ligaspielen eingesetzt sowie bei vier Pokalspielen. Im Europapokal spielte bei zwei Spielen in der Champions League sowie anschließend bei zehn Spielen in der Europa League bis zum Viertelfinale gegen Bayer Leverkusen. Da Royale Union die Meister-Play-offs als Dritter beendete, sicherte sich der Verein die Teilnahme an den Play-offs der Europa League.
In der Saison 2023/24 wurde er bei 39 von 40 möglichen Ligaspielen eingesetzt. In einem Spiel fehlte er infolge einer Sperre nach einer roten Karte. Dazu kamen zehn Spiele im Europapokal und vier Pokalspiele, die mit dem Gewinn des belgischen Pokals endeten. In der Folgesaison waren es alle 40 möglichen Ligaspiele, drei Pokalspiele, 12 Spiele im Europapokal sowie das gewonnene Spiel um den belgischen Supercup. Die Saison endete mit dem Gewinn der belgischen Meisterschaft.
Am 16. Juli 2025 folgte dann der Wechsel des Torhüters zum Khaleej Club in die Saudi Professional League.

### Nationalmannschaft
Im Jahr 2008 absolvierte Anthony Moris vier Spiele für die U18-Nationalmannschaft Belgiens. In der Folgezeit spielte er von 2008 bis 2009 viermal für die U19-Nationalmannschaft der Belgier und am 24. März 2011 absolvierte er beim 1:0-Sieg im Testspiel gegen Schottland seine einzige Partie für die belgische U21-Nationalmannschaft.
In der Folgezeit entschied sich Anthony Moris für die Nationalmannschaft Luxemburgs und debütierte am 26. Mai 2014 beim 1:5 im Testspiel in Genk gegen den WM-Teilnehmer Belgien für das Team des Großherzogtums, wobei ihm in dieser Partie die Vorlage zum zwischenzeitlichen 1:1-Ausgleich durch Aurélien Joachim gelang. Bei seinem zweiten Einsatz am 4. Juni 2014 gelang ihm ein Achtungserfolg, als er im Testspiel in Perugia Italien ein 1:1 abtrotzte.

## Erfolge
- Belgischer Pokalsieger: 2024
- Belgischer Superpokalsieger: 2024
- Belgischer Meister: 2025